# Ramularia occidentalis
Ramularia occidentalis är en svampart som beskrevs av Ellis & Kellerm. 1887. Ramularia occidentalis ingår i släktet Ramularia och familjen Mycosphaerellaceae.   Inga underarter finns listade i Catalogue of Life.